# Wayn Traub
Wayn Traub, né le 27 décembre 1972 à Bruxelles, est un artiste plasticien et metteur en scène de théâtre/danse contemporaine belge.

## Biographie
Wayn Traub fonde en 1994 sa compagnie de théâtre Zhebilding et travaille en parallèle à des créations vidéos. Dès lors son travail interdisciplinaire associera différentes approches scéniques alliant au sein de performances le théâtre, les musiques, des chorégraphies, et la vidéo qui lui valut d'être comparé à Jan Fabre. Auteur d'un manifeste sur le théâtre rituel et de l'animalité, d'un point de vue thématique son travail est tourné vers des questionnements sur la religion, le mysticisme, et le rituel. En tant que chorégraphe il est apparenté au mouvement de danse contemporaine de la « non-danse » . Il a été particulièrement remarqué pour sa trilogie inspirée de figures bibliques composée de Maria-Dolores (2001), Jean-Baptiste (2004) et Maria-Magdalena (2008) présentés notamment au théâtre de la Ville à Paris. Wayn Traub a été en résidence au Toneelhuis d'Anvers de 2006-2009.
En 2009, en fin de résidence au Toneelhuis d'Anvers, il a vendu son nom artistique de Wayn Traub afin d'incarner la nouvelle identité de « Petrus, the Roman » au sein de sa nouvelle compagnie indépendante Service to Others.[réf. nécessaire] Il s'agit d'une personnage fictionnel inspiré de Saint Malachie, un moine médiéval et prophétique annonçant l'Apocalypse en 2012. Il entame un nouveau cycle de pièces interdisciplinaires réalisées entre l'Europe et l'Asie (Chine, Philippines, Japon) en collaboration avec notamment la  compositrice japonaise Michiru Ōshima et DJ Prepare de Hong Kong.
À partir de 2011, sa Trilogie de la fin marque un virage radical dans sa démarche en détournant gadgets et outils multimédias pointus pour aborder des thématiques sociales (la domination masculine et la prostitution, le déclin de la religion et du capitalisme, place des Femen). Ces créations s'articulent autour de robots Nao d'Aldebaran Robotics interagissant avec des artistes variés.
Fin 2012, Wayn Traub décide d'arrêter la scène pour se consacrer à des projets multimédias.[réf. nécessaire]

## Principales créations scéniques
- 1999 : Beasts
- 2000 : Wayn Storm
- 2001 : Maria Dolores
- 2002 : La Grande Messe de l'animalité
- 2004 : Jean-Baptiste
- 2006 : N.Q.Z.C.
- 2008 : Maria-Magdalena

En tant que « Petrus The Roman »
- 2011 : Robo a Gogo - l'Apocalypse remixée par Petrus
- 2012 : Rent a Robo
- 2012 : Petrus The Roman